# Stanislaus Cauer

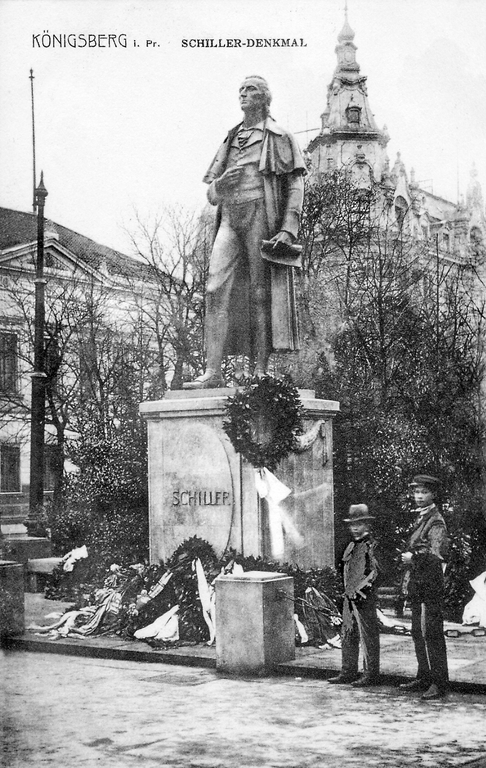
Schiller-Denkmal (Königsberg).

Stanislaus Cauer, född 18 oktober 1867, död 8 mars 1943, var en tysk skulptör. Han var sonson till skulptören Emil Cauer, son till skulptören Robert Cauer, brorson till skulptören Carl Cauer och kusin till skulptörer Ludwig Cauer.
Cauer var professor vid konstakademin i Königsberg. Han utförde bland annat flera porträttbyster av Paul von Hindenburg.